# Serpulidicola segmentatus
Serpulidicola segmentatus is een eenoogkreeftjessoort uit de familie van de Serpulidicolidae. De wetenschappelijke naam van de soort is voor het eerst geldig gepubliceerd in 1990 door Stock.